# SN 2004id
SN 2004id – supernowa typu Ia odkryta 16 października 2004 roku w galaktyce A000629-0028. W momencie odkrycia miała maksymalną jasność 19,60m.